# Lotyšský fotbalový šampionát 1926
Šestý ročník Latvijas čempionāts futbolā (Lotyšský fotbalový šampionát) se hrál za účastí celkem deseti klubů a byl posledním pod názvem Latvijas čempionāts futbolā.
Hrálo se již novým systémem ve dvou skupinách. Titul získal potřetí za sebou Riga FK.